# Kent Lybing
Kent William Lybing, född 6 april 1939, död 18 juli 2013 i Göteborgs Carl Johans församling, var en svensk fotbollsspelare (ytterforward).
Lybing var en lovande sprinter i Sanna IF, och debuterade som 19-åring i allsvenskan för Gais i april 1958. Sammanlagt spelade han nio matcher för Gais under säsongen 1957/1958. Senare gick han till Redbergslids IK, där han spelade åtminstone fram till 1965.